# Українська студентська громада у Варшаві
Українська Студентська Громада в Варшаві (УСГ) — головна організація Союзу українських студентів-емігрантів у Польщі, заснована 15 березня 1921 р. Складалася вона з студентів-наддніпрянців і тільки пізніше (з 1926 р.) поповнювалася й членами з Краю. Засновником громади був Тиміш Олесіюк та Віктор Осинський. Серед її керівників було безліч видатних людей, зокрема, Петро Мегик, Микола Лівицький, Юліян Павлишин, Киричок Сергій.

## Діяльність УСГ в 1921—1924 рр
15 березня 1921 року було засновано Українську Студентську Громаду в Варшаві, яка стала однією із найбільших та найвпливовивіших студентських громад української еміграції в усій Європі. Варшавська громада матеріально не була забезпечена, власної домівки не мала й містилася в помешканні Українського Центрального Комітету та в Студентському Домі, що був під патронатом Комітету допомоги українським студентам Варшави. Перший період існування громади, її члени не проявляли серйозної активності, адже голосним їхнім завданням на той момент був пошук фінансування громади. На початку літа 1921 року громада налічувала близько 83 її членів, до кінця року вона набрала 148 членів. В подальшому кількість членів була близько 100 чоловік. Різке чисельне зростання пояснюється тим, що на початку 1920-х рр. УСГ у Варшаві виконувала функцію «етапного пункту», через який проходили українські студенти по дорозі з таборів далі на захід (найчастіше до Чехословаччини). УСГ організовувала та всіляко допомагала українській молоді, що виїжджала до країн Європи на навчання. Преса українтських емігрнатів у Польщі про Громаду писала: «Український студент може цілком загубитись серед чужинецького загалу, може підпасти під чужі впливи. Обов'язком нашим є зробити цікавим і вартісним життя громади, створити в ній щось таке, що би притягало й об'єднувало українське студентство, не даючи їм танути серед моря чужинців. Назовні ми повинні виказуватись якнайбільшою працею, маніфестуватися перед чужинцями нашими національно-культурними здобутками й пропагувати наші національні ідеї і стремління. Те, що у Варшаві перебуває значна кількість студентів різних національностей (білоруси, болгари, німці), полегшує це завдання».

## Діяльність УСГ в 1924—1930 рр

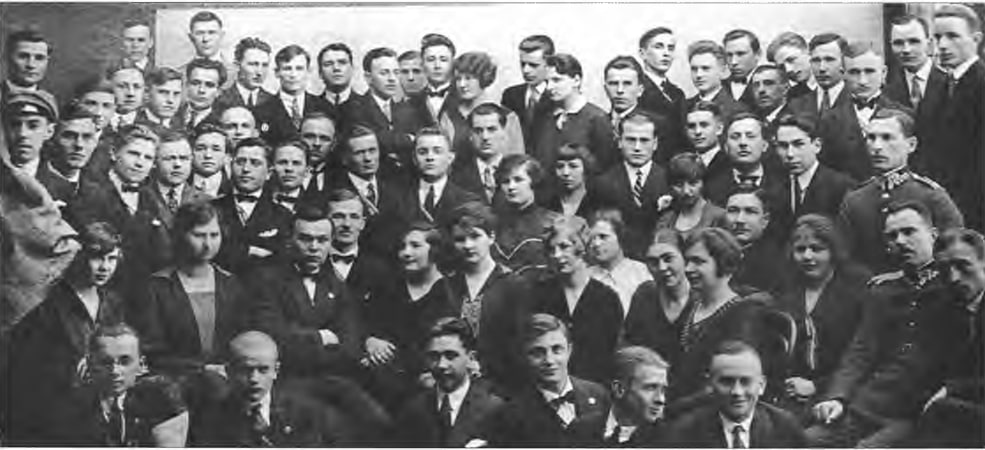
Українська студентська громада у Варшаві 1927 р.: Т. Назаркевич-Гонтарева, В. Сагайдаківська, С. Кірічок (пізн. голова УСГ і кошовий корпорації «Запорожжя»), М. Липовецька, Ол. Мариняк, Г. Введенська, О. Певна, Білинський, їв. Коровицький, М. Маслів, Ол. Цинкаловський, Евг. Чехович (секретар), Хр. Гонтар, Миронович, Ів. Липовецький, Яр. Сторонська, 3. Пригода, Негребецька, М. Лівицький, Божко, М. Єрмолаїв, Ів. Лопухович, П. Доманчук, Ан. Комаревич, Ір. Рибачек-Кисілевська, Коваленко, О. Пирогова-Бачинська, Кириляк, Л. Березовський, Ав. Коломієць, В. Шиприкевич, Дм. Нестеренко, Дубицький, Півторацький, Сидорчук, Ів. Куріят, Стефанович, М. Гарвасюк, Л. Малюшкович та ін

На Загальних Зборах Громади 9 березня 1924 р. було прийнято важливу постанову в якій говорилося, що в ієрархії цілей організації допомога матеріальна уступила першість культурноосвітній діяльності. В своєму статуті вони зазначали такі основні засоби дії:
- Влаштовує курси, лекції, виступи з рефератами, дискусійні зібрання та мітинги по різним справам академічного та національного характеру;
- Веде бібліотеку та читальню;
- Видає книжки, лекційні рукописи, журнали, газети тощо;
- Влаштовує співи, драматичні вистави, оркестри і т. д.;
- Влаштовує літературно-художні та танцювальні вечірки, екскурсії;
- Влаштовує товариські забави такі як біг, боротьба, фехтування тощо;
- Веде інформаційне бюро для надання членам інформації академічного характеру, як рівно ж для підтримання зв'язків з іншими студентськими організаціями та різними державними і громадськими інституціями

Популярною стає традиція проводити суботні вечори, на яких зачитували наукові реферати та доповіді. Доповідачами були як студенти, так і спеціально запрошені гості. Часто на подібних зустрічах були: почесний президент і протектор Громади проф. Іван Огієнко, проф. В'ячеслав Заїкін, Павло Зайців, Дмитро Донцов та ін. Серед студентів і абсольвентів (випускники вищих навчальних закладів) з рефератами в свій час виступили Г. Драченко, Б. Монкевич, Я. Чехович, О. Пирогова та ін.
В громаді в 1925 р. відбувалися вечірки, вистави, працювали гуртки та інші; в 1926 р. при ній були зорганізовані курси мов — французької та німецької, а ще перед тим — в 1924 р. — був заснований гурток економістів, який в 1925 р. налічував у свому складі 10 чл., зібрав невелику фахову бібліотеку й улаштовував реферати. Також діяли численні гуртки: медиків, правничий, математичний, природників, агрономів, лісників, артистично-малярський, економістів, гурток українок-студенток, хор, драматичний гурток тощо.
Ще однією традицією, яку започаткувала Українська Студентська Громада в Варшаві був репрезентаційний концерт-бал, що мав національний характер і відігравав важливу роль в справі інтеграції українських студентів в середовищі європейської спільноти. Протягом міжвоєнного періоду українське громадянство раз на рік (переважно в лютому) збиралося в великій залі, де відбувався репрезентаційний концерт-бал Української Студентської Громади для того «щоб забувши про турботи сірого щоденного життя, відпочити душею, а також засвідчити, що й нам не чужі звичаї і традиції культурного світу». На подібному заході була присутня не тільки українська громадськість, а й також емігранти інших національностей та представники польського народу, між іншим: очільники університетів, Міністерства освіти, різних академічних організацій.
Відділ зовнішніх відносин при Громаді займався налагодженням зв'язків з варшавськими студентськими іноземними організаціями.

## Діяльність УСГ в 1930—1939 рр

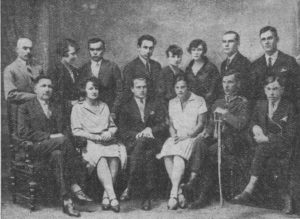
Групове фото членів УСГ у Варшаві, у центрі сидить Микола Лівицький, 1931 р. Фото з Центрального державного архіву зарубіжної україніки.

Протягом 1930-х рр. діяльність Української Студентської Громади в Варшаві пішла на спад. Чільне місце серед студентських організацій займає створена в 1928 році корпорація «Запорожжя».
Інформація про діяльність Громади протягом 1930-х рр. є досить скупою. Відомо що в цей період громада починає видавати «Студентський голос», що був офіційним органом громади. Є дані за 1936 р., що Громада організувала академію, присвячену 75-ій річниці смерті Т. Шевченка. Промову виголосив Д. Донцов, співав Український Національний хор ім. М. Лисенка. Також в грудні 1936 р. було вперше проведено Громадою «Вечір стрілецької пісні». Виступив з рефератом на тему стрілецьких пісень, запрошений зі Львова ред. Б. Кравців, співав хор під керівництвом студента Івана Ткачука. У січні 1937 р. була влаштована скромна академія в пам'ять студентів, полеглих під Крутами. А в січні 1939 р., стараннями студентів, була відправлена панахида по загиблим під Крутами.
Українська Студентська Громада в Варшаві перестала існувати, як і більшість організацій, із початком війни в вересні 1939 р.